# 毎日新聞社襲撃事件
毎日新聞社襲撃事件（まいにちしんぶんしゃしゅうげきじけん）は、1960年4月2日午前4時15分に、暴力団松葉会（会長は藤田卯一郎）事務局次長代理・市橋利治、松葉会会員・渡辺博昭、松葉会会員・猪狩勇、松葉会会員・田沼征四郎、松葉会会員・静栄造ら松葉会会員十数人が、当時東京都千代田区有楽町にあった毎日新聞社東京本社を襲撃したテロ事件。新聞社襲撃事件は二・二六事件以来であり、戦後初である。

## 経緯
1959年2月、暴力団松葉会・藤田卯一郎会長は、右翼活動家の児玉誉士夫や関根建設・関根賢社長（元関根組組長）の勧めに従い、松葉会を「政治結社松葉会」として届け出た。
1960年2月9日、藤田卯一郎の妻・米子が胃潰瘍を悪化させて死去した。38歳だった。
同年3月14日、浅草・長敬寺で、藤田米子の葬儀が行われた。葬儀委員長は、住吉一家三代目・阿部重作が務めた。葬儀には、衆議院議員・岡崎英城、前東京都知事・安井誠一郎、前参議院議員・重政庸徳らから花輪が手向けられた。葬儀回状には、重政庸徳、迫水久常、安井謙、西郷吉之助、松永東、大久保留次郎、丹波喬四郎、田中栄一、荒舩清十郎、小西寅松など衆参両議員17人と安井誠一郎、東京都知事・東龍太郎、都議会議員7人、地方議員や区議会議員24人の政治家の名前があった。会場には、1000人を超える会葬者が集まった。
同日夕方、『毎日新聞』夕刊が「政治家の花輪ずらり松葉会親分夫人の葬式"くされ縁"に批判」という見出しで、ヤクザと政治家の交際を批判した。
松葉会中央支部長・志賀三郎や同会事務局次長代理・市橋利治ら松葉会幹部6人が、1960年3月14日付『毎日新聞』夕刊の報道に対して、有楽町の毎日新聞社東京本社を訪れて、抗議した。それから、志賀三郎ら松葉会幹部6人は、毎日新聞社の責任者と、料亭「松本楼」に場所を変えて、話し合った。松葉会側は「松葉会は暴力団ではなく政治結社である」「政治結社の会長夫人の葬儀に、政治家が個人的に花輪を送ることは問題ない」「藤田米子は松葉会会員ではない」「1960年3月14日付『毎日新聞』夕刊の記事は死者を冒瀆している」「1959年の松葉会会員の逮捕者が200人だったという論拠を示せ」などと主張し、記事の訂正を要求した。これに対して毎日新聞社側は「記事は警視庁の情報と裏付け取材に因ったもので、事実である。ただし、再調査を行い誤りがあれば、訂正文を掲載する」と返答した。
二度目の交渉からは、市橋利治が中心となって話し合いを持ったが、松葉会の主張と毎日新聞社の主張は平行線を辿った。毎日新聞社は「再調査の結果、記事の内容に誤りは認められない」と主張した。市橋は、交渉が決裂した場合に備えて、松葉会西支部・渡辺博昭とともに、毎日新聞社東京本社を襲撃する計画を立てた。市橋と渡辺は、毎日新聞社の輪転機を停めることに決め、下見を行った。渡辺は、毎日新聞社を襲撃するために、松葉会会員・猪狩勇、同会会員・田沼征四郎、同会会員・静栄蔵ら佐藤栄助の子分十数人を集めた。
同年3月28日、市橋利治は毎日新聞社との交渉を断念し、毎日新聞社の襲撃を決断した。
同年4月1日、松葉会の襲撃グループの1人が、母親に毎日新聞社への襲撃計画を漏らした。母親は襲撃計画を交番に通報した。交番は練馬警察署に襲撃計画を伝え、練馬警察署は丸の内警察署に襲撃計画を伝えた。丸の内警察署は、毎日新聞社に襲撃計画を教えたが、毎日新聞社を警備することはしなかった。

## 襲撃事件
1960年4月2日午前4時15分、市橋利治、松葉会西支部・渡辺博昭、松葉会会員・猪狩勇、同会会員・田沼征四郎、同会会員・静栄蔵ら十数人が、発煙筒、ピストル式の消火弾、ハトロン紙の状袋に入れた砂袋を持って、毎日新聞東京本社旧館横門の入り口から乱入した。猪狩勇らが警備員を取り囲んだ。市橋ら5、6人が新聞印刷中の3台の輪転機に7袋の砂を入れ、印刷を止めた。渡辺らは、2階の新聞発送室に入り、発炎筒を焚き、時計に消火弾を撃ち、発送準備中の新聞を投げた。さらに、襲撃犯は、新聞発送室の窓ガラスや宿直室の窓ガラスを、全て割って回った。
同日午前4時15分すぎ、毎日新聞社社員が110番に電話した。
同日午前4時30分、市橋利治、猪狩勇ら5人が残り、他の襲撃犯は毎日新聞社から立ち去った。
同日午前4時30分すぎ、110番通報で駆けつけた警察官が、毎日新聞社に残っていた市橋や猪狩ら5人を逮捕した。